# Théorème d'Easton
En théorie des ensembles, le théorème d'Easton est un résultat décrivant les nombres cardinaux possibles pour des ensembles de parties. William Easton (en) (améliorant un résultat de Robert Solovay) montra par forcing que les seules contraintes sur les valeurs possibles de 2κ, où κ est un cardinal régulier, sont celles découlant du théorème de Cantor et du théorème de König : {\displaystyle {\text{si }}\kappa <\lambda {\text{, alors }}2^{\kappa }\leq 2^{\lambda }}, et {\displaystyle \kappa <\operatorname {cf} (2^{\kappa })} (où cf(α) est la cofinalité de α).

## Énoncé
Plus généralement, le théorème s'applique à n'importe quelle application G d'une partie de la classe des ordinaux  vers elle-même telle que :
1. G est non-décroissante,
2. la cofinalité de {\displaystyle \aleph _{G(\alpha )}} est plus grande que  {\displaystyle \aleph _{\alpha }} quel que soit α (appartenant au domaine de G) ,
3. {\displaystyle \aleph _{\alpha }} est régulier  quel que soit α appartenant au domaine de G ;

il affirme qu'alors il existe un modèle de ZFC tel que
{\displaystyle 2^{\aleph _{\alpha }}=\aleph _{G(\alpha )}} quel que soit α (appartenant au domaine de G).
La démonstration utilise le forcing (avec une classe propre de conditions de forcing) sur un modèle de ZFC satisfaisant de plus l'hypothèse du continu généralisée.
Les deux premières  conditions du théorème correspondent à des propriétés possédées par  l'application {\displaystyle G:\kappa \mapsto 2^{\kappa }}, la seconde résultant du théorème de König.
Le théorème ne s'applique pas aux puissances de cardinaux singuliers ; dans le modèle construit par Easton, ceux-ci ont le plus petit cardinal compatible avec le fait que l’application {\displaystyle \kappa \mapsto 2^{\kappa }} est non décroissante et que 2κ est de cofinalité  supérieure à  κ.

## Cardinaux singuliers
Jack Silver a démontré qu’un cardinal singulier de cofinalité non dénombrable ne pouvait pas être le plus petit cardinal ne vérifiant pas l’hypothèse généralisée du continu, ce qui montre que le théorème d'Easton ne peut être étendu à la classe de tous les cardinaux. La théorie PCF (en) donne des résultats sur les valeurs possibles de la fonction  {\displaystyle \lambda \mapsto 2^{\lambda }} lorsque {\displaystyle \lambda } est un cardinal singulier, et montre en particulier que, contrairement à ce qui se passe pour les cardinaux réguliers, ces valeurs dépendent fortement des valeurs qu’elle prend  pour les cardinaux plus petits.